# Дискография ST
Дискография российского рэпера ST включает в себя восемь студийных альбома, два мини-альбома, один сборник, семь микстейпов, несколько синглов и множество совместных работ.

## Альбомы

### Студийные альбомы
- 2008 — «Сто из ста»
- 2011 — «На100ящий»
- 2013 — «Пуленепробиваемый»
- 2015 — «Почерк»
- 2019 — «Поэт»
- 2019 — «Поэт. Дуэт»
- 2021 — «Высотка»

### Сборники
- 2014 — 25

### Мини-альбомы
- 2010 — «Хокку»
- 2016 — «#xxxxxxx1» (совместно с DJ Pill.One)

### Микстейпы
- 2007 — «Уроки русского»
- 2008 — «Мы в клубе» (совместно с L’One)
- 2008 — «Уроки русского»
- 2008 — Russian Club Bangers (совместно с DJ Booch)
- 2009 — «Пора порадоваться» (совместно с DisbalanZ)
- 2009 — «Питер-Москва» (совместно с DJ Pill.One)
- 2009 — Phlatline In Da Building (совместно с группой Marselle)
- 2010 — «Скажи мне, кто?» (совместно с DJ Maxxx)

## Синглы
- «Скушает» (интернет-релиз)
- «Курю, читаю рэп»
- «Разбуди во мне музыку»
- «Просто держи мою руку крепче»
- «Rap’N’Roll»
- «Иду ко дну»
- «С новым годом, Мама!» (уч. Гига, Хамиль)
- «Пуленепробиваемый»
- «Я никогда не брошу пить» (уч. L’One, Карандаш, Cosmostars)
- «Ирония судьбы» (уч. Андрей Grizz-lee)
- «Улыбаться с тобой» (уч. «Мохито»)
- «Письмо к женщине» (Стих С. А. Есенина)
- «Вера и Надежда» (уч. Марта Кот; FIFA 17 OST)[1]

## Участие
- 2007 — «Я — рэп» (альбом ST1M’а) Трек 09. «Во даю (уч. Серёга)».
- 2007 — I Am The Russian Dream vol.1 (микстейп/промосборник Phlatline)
- 2008 — Poetry Nights (микстейп DJ Nik-One) Трек 13. «All вand» (уч. 5Плюх, MC Молодой, Le Truk, Mezza Morta).
- 2008 — «Воины Света vol.1» (альбом лейбла GLSS) Треки 01. «Интро», 10. «Войны света здесь» (уч. 5Плюх), 17. «Мечта» (уч. L’One, Маша Малиновская).
- 2008 — Mars (альбом группы Marselle) Трек 13. «Хэй Yo».
- 2008 — Mars Mic ON (микстейп группы Marselle) Трек 04. «Каким буду я».
- 2008 — Mars FM (микстейп группы Marselle) Трек 11. «Оглянись».
- 2008 — Novi Den (совместный альбом Kadi & Zoit)
- 2009 — Нефть (альбом Dino MC 47) Треки 11. «Глаголы» (уч. Рома Жиган, 5Плюх), 17. «Дай мне мой mic…».
- 2009 — «Воины Света vol.2» (сборник лейбла GLSS) Треки 04. «Однажды мир прогнётся», 20. «Глаголы» (уч. Dino MC 47, Рома Жиган, 5Плюх).
- 2010 — «Делюга» (совместный макси-сингл Ромы Жигана и Трибала) Трек 07. «Глаголы» (уч. Dino MC 47, 5Плюх).
- 2010 — 3G (альбом Джи Вилкса) Бонус-трек 09. «Солнцесвобода».
- 2010 — «Не альбом» (сборник Artik’a) Трек 05. «Так как я» (уч. L’One, Кекс, Илья Киреев).
- 2010 — «Москва 2010» (альбом Miko) Треки 05. «Москва» (уч. Dino MC 47, Рома Жиган, Настя Кочеткова), 18. «В ответе за» (уч. Dino MC 47, Настя Кочеткова).
- 2010 — «Другие 2» (совместный мини-альбом Гиги и Мэта Квоты) Трек 02. «Не криминал».
- 2011 — Ein Fall für Zwei (альбом DJ Sweap & DJ Pfund 500)
- 2011 — The Show by MaxiGnom (альбом MaxiGnom’а)
- 2012 — «Среда обитания» (альбом Dino MC 47) Треки 03. «Мы продолжаем Rock&Roll», 17. «В ответе за…» (уч. Настя Кочеткова).
- 2012 — «Американщина 2» (альбом Карандаша) Трек 16. «Титаник» (уч. Luina).
- 2012 — «Старые тайны» (альбом Птахи) Скит 22. «За минусок».
- 2013 — «EP’зод 3» (мини-альбом группы «Новый Союз») Трек «Короче поводка».
- 2013 — «Соматика» (альбом Гиги) Трек «С новым годом, мама (уч. Хамиль)».
- 2013 — «Хочу, чтоб были все друзья» (сборник 4atty) Трек «Курю, читаю рэп (уч. 5Плюх, Jenee)».
- 2013 — #4eva (альбом группы Cosmostars) Трек «Я никогда не брошу пить (уч. L’One, Карандаш)».
- 2014 — «#Каменоломня» (микстейп DJ Philchansky & DJ Daveed) Трек «#ST».
- 2014 — XO (мини-альбом Nel’a) Трек «Rock’n’Roll».
- 2014 — Decamerone (альбом группы Винтаж) Трек «ЛР».
- 2020 — «Транзит» (альбом Тимати) Трек «Радио ракета».
- 2022  —  Стороны моря (совместно с Norma Tale)
- 2025  —  Если бы ты (совместно с Григорием Лепсом)

## Видеография

### Видеоклипы
- 2007 — «Я — рэп» (Long mix) (уч. ST1M, СД, Серёга, Миша Крупин, Лион, Artik («Караты»), Валачи (G-Style)
- 2008 — «Beef»
- 2008 — «Respect»
- 2008 — «Russian Club Bangers» / «We Made It» (Linkin Park & Busta Rhymes instr.)
- 2009 — «Влюбиться»
- 2009 — «Питер-Москва»
- 2009 — «По-другому» (уч. Guf)
- 2009 — «В твоём доме» (уч. Marselle)
- 2010 — «Мама»
- 2010 — «20 строк» (уч. DJ Maxxx)
- 2010 — «Скажи мне, кто?» (уч. DJ Maxxx)
- 2010 — «Рэп не штампуется» (уч. Nel)
- 2011 — «Девочка с периферии» (уч. Александра Стрельцова)
- 2011 — «Завяжи мои глаза»
- 2011 — «На-на-на» (уч. Илья Киреев)
- 2011 — «So High» (уч. DJ Sweap & DJ Pfund500)
- 2011 — «Одиночка»
- 2011 — «Надежда» (уч. OZ)
- 2011 — «Курю, читаю, рэп»
- 2012 — «Марихуана» (уч. Линда)
- 2012 — «Няньки»
- 2012 — «Просто держи мою руку крепче»
- 2012 — «#Давайдосвидания» (уч. Тимати, L’One, Nel, Jenee, 5 Плюх, Миша Крупин)
- 2012 — «Мы продолжаем Rock&Roll» (уч. Dino MC 47, DJ Kid)
- 2012 — «#Курючитаюрэп» (уч. 5 Плюх, Jenee, 4atty)
- 2012 — «Rap’N’Roll»
- 2012 — «Титаник» (уч. Карандаш, Luina)
- 2012 — «С новым годом, Мама!» (уч. Гига, Хамиль)
- 2012 — «Иду ко дну»
- 2013 — «Пуленепробиваемый»
- 2013 — «Рябина»
- 2013 — «МалоМало» (уч. L’One, DJ Pill.One)
- 2013 — «Лететь»
- 2013 — «Будет всё гуд» (уч. MC T, Андрей Grizz-lee)
- 2013 — «Я никогда не брошу пить» (уч. Cosmostars, L’One, Карандаш)
- 2013 — «Ирония судьбы» (уч. Андрей Grizz-lee)
- 2013 — «Beef /2013» (уч. Noises)
- 2013 — «Так важно» (уч. Трибал)
- 2014 — «Slam» (уч. DJ Pill.One)
- 2014 — «Улыбаться с тобой» (уч. «Мохито»)
- 2014 — «Педали» (уч. DJ Kid, Stewart)
- 2014 — «Rock’n’Roll» (уч. Nel)
- 2014 — «Феникс» (уч. Трибал, Андрей Килла)
- 2014 — «Эстеты» (уч. Марта Кот)
- 2014 — «Я здесь» (уч. Big Som, Morison)
- 2015 — «Околошоубиз»
- 2015 — «Под водой» (уч. Пицца)
- 2015 — «РекоменДуем» (уч. DJ Pill.One)
- 2015 — «#pray4j» (уч. Птаха, Гурмэ, Нагваль, Fed L, Aedee, Стафф Бро)
- 2015 — «#Полиция (Один дома)» (уч. DJ Pill.One)
- 2016 — «Хейт» (уч. DJ Pill.One)
- 2016 — «Море» (уч. Юлианна Караулова)
- 2017 — «Сумасшедший русский» (уч. Елена Темникова)
- 2017 — «Крылья» (уч. Бьянка)
- 2017 — «Идиллия
- 2018 — «Каренина»
- 2019 — «Луи луи»
- 2019 — «Кто ты такой?» (уч. Slame, Глеб Калюжный, Дима Масленников, Mozee Montana)
- 2019 — «Родители»
- 2019 — «Счастье Любит Тишину» (уч. Михаил Шуфутинский)
- 2020 — «Папа качает»
- 2020 — «Побыл звездой»
- 2020 — «Че ты» (уч. Ternovoy, Зомб, Slame)
- 2020 — «Роллексы»
- 2020 — «Молоды»
- 2021 — «Наперёд»
- 2022 — «Время»
- 2022 — «Наше имя знают все» (уч. Егор Шип, Quincy Promes)
- 2023 — «Лучший город земли». Клип-посвящение Москве, одну из главных "ролей" в котором играет автомобиль "Москвич".

### Участие в видеоклипах
- 2007 — «Моя игра» (Баста и Guf)
- 2012 — «XXIV» (Nel)
- 2013 — «Время» (Птаха)
- 2013 — «Рентген» (Тимати)
- 2013 — «Magical» (Тимати и Snoop Dogg)
- 2017 — «Ч.П.Х.» («Ленинград»)
- 2018 — «Балалайка» («Ленинград»)